# Suzanne Clément
Suzanne Clément (Montreal, Quebec; 12 de mayo de 1969) es una actriz canadiense. Es conocida principalmente por trabajar en películas de Xavier Dolan y por haber ganado en el "Festival International du Film Francophone de Namur" obteniendo el premio a la mejor actriz y ganando en los Premios Jutra a la mejor actriz de reparto, debido a su participación en Mommy (película de 2014).

## Filmografía

### Cine
- 1995 : Le Confessionnal : Rachel
- 1998 : Viens dehors! : Marie
- 1998 : 2 secondes : La Bella
- 1999 : Opération Tango : Nicou Langlois
- 1999 : Atomic Sake : Véronique
- 1999 : Quand je serai parti... vous vivrez encore : Angèle Bouchard
- 2001 : Foie de canard et cœur de femme : Hélène
- 2005 : L'Audition de Luc Picard : Suzie
- 2006 : La Brunante de Fernand Dansereau : Zoé
- 2007 : Express (cortometraje) : Louise Stevens
- 2008 : C'est pas moi, je le jure! de Philippe Falardeau : Madeleine Doré, la mère
- 2009 : J'ai tué ma mère  de Xavier Dolan : Julie Cloutier
- 2010 : Tromper le silence de Julie Hivon : Viviane Langevin
- 2010 : Y'en aura pas de facile de Marc-André Lavoie : Kristina
- 2012 : Laurence Anyways de Xavier Dolan : Frédérique
- 2013 : Amsterdam de Stefan Miljevic
- 2014 : Mommy (película de 2014) de Xavier Dolan : Kyla
- 2014 : À la vie de Jean-Jacques Zilbermann : Rose
- 2015 : Les Premiers, les Derniers de Bouli Lanners : Clara
- 2016 : Taulardes de Audrey Estrougo : Anita Lopes
- 2016 : Early Winter de Michaele Rowe
- 2023 : Longing de Savi Gabizon: Rachel[2]
- 2024 : Los hombres lobo de François Uzan : Marie Vassier

### Televisión
- 1982 : Les Transistors : Julie
- 1992 - 1996 : Watatatow : Isabelle Bélanger
- 1995 : Les Machos : Geneviève Bordeleau
- 1997 : Sous le signe du lion : Martine Julien
- 1999 : Histoires de filles : Claudie
- 2000 : L'Ombre de l'épervier : Louise Beaupré
- 2001 : La Vie, la vie : Valérie
- 2002 : Jean Duceppe : Helene Rowley
- 2004 : Smash : Natacha, la blonde de François
- 2005 : Cover Girl : Camille Langlois
- 2005 : Trudeau II: Maverick in the Making : Mercédès
- 2006 - 2009 : Les Hauts et les Bas de Sophie Paquin : Sophie Paquin
- 2010 : Providence : Myriam Dagenais
- 2010 - 2012 : Les Rescapés : Consuela
- 2012 - 2013 : Unité 9 : Shandy Galarneau
- 2020 : Dérapages  : Nicole

## Videoclips
- 1991 : Goodbye my love - Léandre
- 1990 : Prendre le temps - Léandre

## Premios y distinciones
Festival Internacional de Cine de Cannes
| Año  | Categoría                        | Película         | Resultado |
| ---- | -------------------------------- | ---------------- | --------- |
| 2012 | Un Certain Regard - Mejor actriz | Laurence Anyways | Ganadora  |